# Cyclolabus basirufus
Cyclolabus basirufus là một loài tò vò trong họ Ichneumonidae.